# Lübeck-St. Gertrud
St. Gertrud ist die östliche der drei historischen Vorstädte von Lübeck neben St. Jürgen im Süden und St. Lorenz im Westen und Nordwesten der Stadt vor dem Burgtor zwischen der Trave und der Wakenitz bis zur Grenze mit Mecklenburg-Vorpommern. Bis zum Bau des Elbe-Lübeck-Kanals hatte das Gebiet dieses Stadtteils den einzigen Landzugang zur Stadt.
Der Stadtteil umfasst die Stadtbezirke Karlshof/Israelsdorf/Gothmund (25), Burgtor/Stadtpark (06), Marli/Brandenbaum (07) und Eichholz (08). Der Definition der Verwaltungsbezirke steht gelegentlich ein Sprachgebrauch der Bürger der Stadt gegenüber, die nur das Gebiet zwischen Travemünder Allee, Heiligen-Geist-Kamp und Roeckstraße als das „(alte) St. Gertrud“ bezeichnen.
St. Gertrud ist seit dem 30. April 1877 offizieller Stadtteil der Hansestadt Lübeck.

## Herkunft des Namens
Für die Bestattung der zahlreichen Opfer des Schwarzen Todes wurde im Sommer 1350 vor dem Burgtor ein Friedhof mit bald darauf zusätzlich errichteter Kapelle angelegt. Geweiht wurden beide der Schutzpatronin der Reisenden St. Gertrud; dementsprechend war die kleine Kirche als St.-Gertrud-Kapelle bekannt. Die Kapelle wurde 1622 während des Dreißigjährigen Kriegs abgerissen, um Platz für die Erweiterung der Festungsanlagen zu schaffen, der Friedhof wurde verlegt. Die heutige St.-Gertrud-Kirche wurde am 26. Juni 1910 geweiht.

## Lage
Historische Umschreibung des Stadtteils aus einer städtischen Verordnung vom 23. März 1861:
„Zur Vorstadt St. Gertrud gehören alle Grundstücke vor dem Burgthore, welche umschlossen werden vom Burgthorzingel
ab durch die Trave, die Israelsdorfer Feldmark, das Lauerholz, die Feldmarken von Wesloe, Brandenbaum und der
Hohenwarte, und durch die Wacknitz bis zum Burgthorzingel; so wie außerdem die Grundstücke der Treidelhütte, der
Glashütte, des Kaninchenberges, des zweiten Fischerbudens und der Spieringshorst.“

## Geschichte der Stadtbezirke

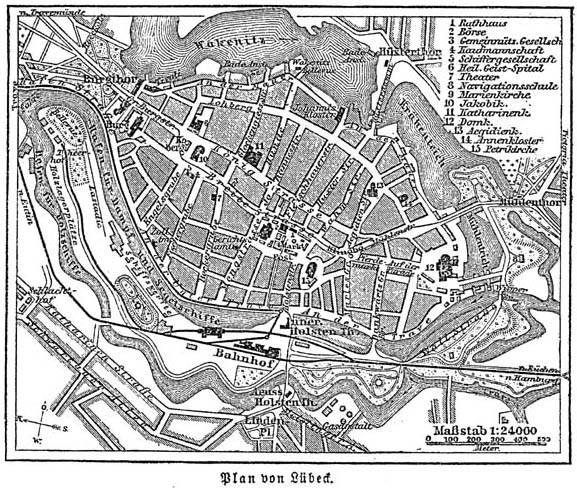
Karte von Lübeck vor dem Bau des Elbe-Lübeck-Kanals und ohne den Durchstich beim Burgtor, der die Halbinsel Bucu zur Altstadtinsel machte

### Israelsdorf
Hauptartikel: Israelsdorf

### Gothmund
Hauptartikel: Gothmund

### Karlshof
Hauptartikel: Karlshof

### Burgtor/Stadtpark
Vor dem Burgtor entstanden im 18. und 19. Jahrhundert nicht nur bedeutsame Sommerhäuser Lübecker Familien, sondern entlang der Trave liegen auch die ersten Standorte der Industrialisierung der Stadt, wie beispielsweise die ehemalige Schiffswerft von Henry Koch AG, die Mühlenwerke von H. & J. Brüggen und die ehemalige Glockengießerei M & O Ohlsson (Luisenstraße 1–9).
An der Travemünder Allee / Ecke Adolfstraße befand sich bis 1794 die Richtstätte der Lübecker. Die historischen Flurbezeichnungen Köpfelberg, Gallwisch und Gallbrookwiesen erinnern an diese Zeit. Nach 1794 wurde der Galgen an die heutigen Rabenstraße verlegt und von den Franzosen 1811 abgerissen. Bis 1827 wurden dort noch Hinrichtungen mit dem Fallbeil vollstreckt.
Die Gallbrookwiesen sind etwa in der Gegend des heutigen Stadtparks zu lokalisieren.
Die Kriegsintendantur des IX. Armee-Korps aus Altona ließ zu Beginn des Ersten Weltkriegs auf dem Lübeckischen Burgfelde das größte Krankenhaus des Korps, was das deutschlandweit größte in diesem Krieg werden sollte, errichten. Für das Lazarett etablierte sich die Bezeichnung „Barackenlazarett“.

### Marli/Brandenbaum

#### Marli

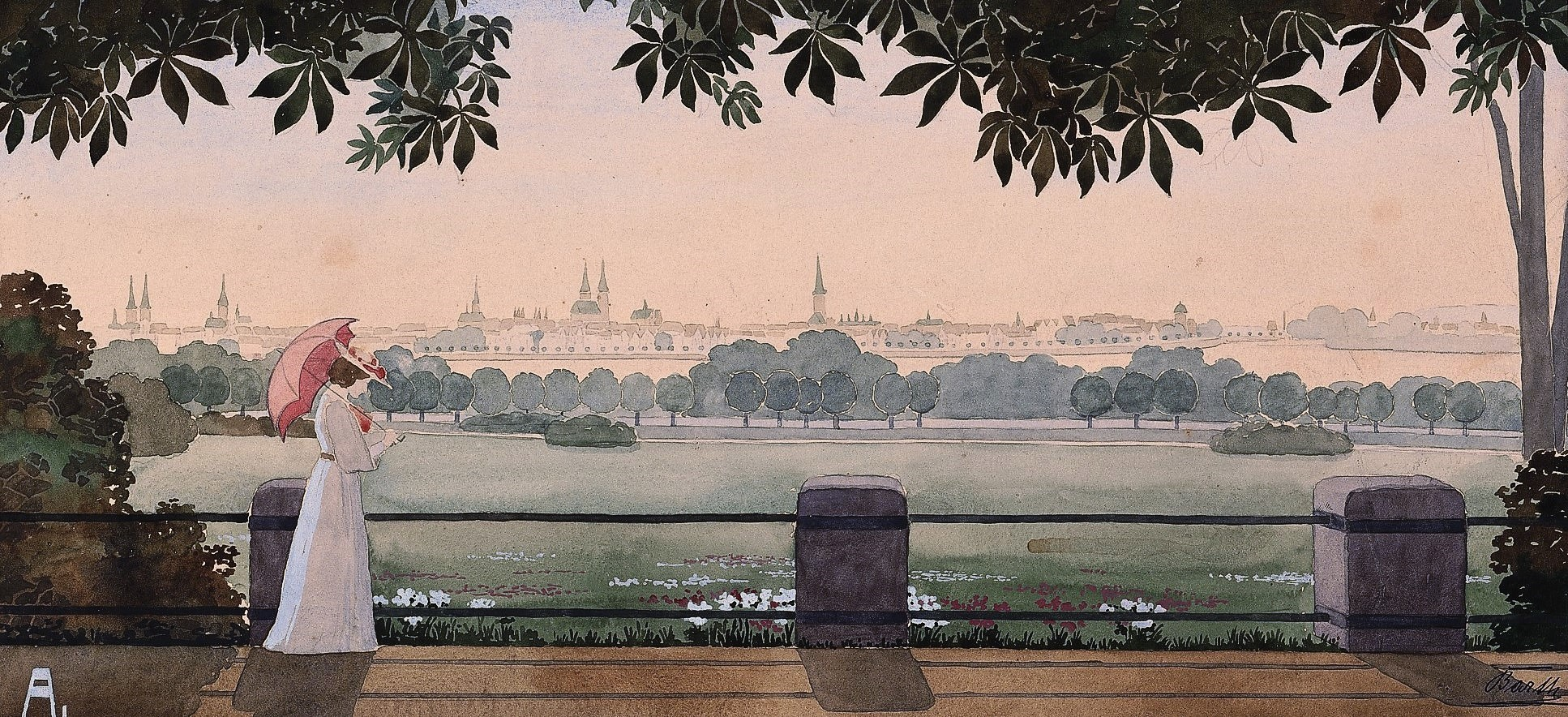
Platz auf Marly, Gesamtbild der Stadt, Erwin Barth 1907

Während des Siebenjährigen Krieges (1756–1763) wurde der französische Graf Chasot Oberst der Lübecker Garnison und damit Stadtkommandant (1759). Er erwarb den Ackerhof an der Wakenitz von der Familie Brömbse und nannte ihn nach einem Lustschloss Ludwigs XIV. Marly. Dem französischen Vorbild nacheifernd, ließ Chasot große Gärten und Obstplantagen anlegen, die eine Fläche von 13 Hektar umfasst haben sollen.
Es gab dort sechs bis acht Fischteiche, etwa 5000 Bäume und eine Seidenraupenzucht. Das ehemalige Verwalterhaus stand noch lange an der Ecke Marlistraße/v. Hövelnstraße.
Zur Erinnerung an diese Zeiten wurde eine Parallelstraße zur Marlistraße zwischen Bülowstraße und Gneisenaustraße nach Chasot benannt. Sein Leben wurde später von dem Lübecker Schriftsteller Otto Anthes beschrieben.
1892 ließ Ferdinand Wallbrecht zur besseren Erschließung Marlis auf eigene Kosten die Moltkestraße in St. Jürgen anlegen und ließ dafür auch eine Brücke über die Wakenitz bauen. Die Straße war zunächst als Zugang zur 1895 veranstalteten Deutsch-Nordischen Handels- und Industrieausstellung gedacht, die zwischen dem 21. Juni bis zum 20. September 1895 stattfand und für Lübeck als Industriestandort werben sollte. Die Ausstellungsfläche lag auf dem Gut Marli; das Zentrum befand sich auf dem Gebiet des heutigen Moltkeplatzes. Die Lübecker bezeichneten die Handels- und Industrieausstellung, die tausende Besucher anlockte, aber mit einem Defizit abschloss, auch als Weltausstellung.

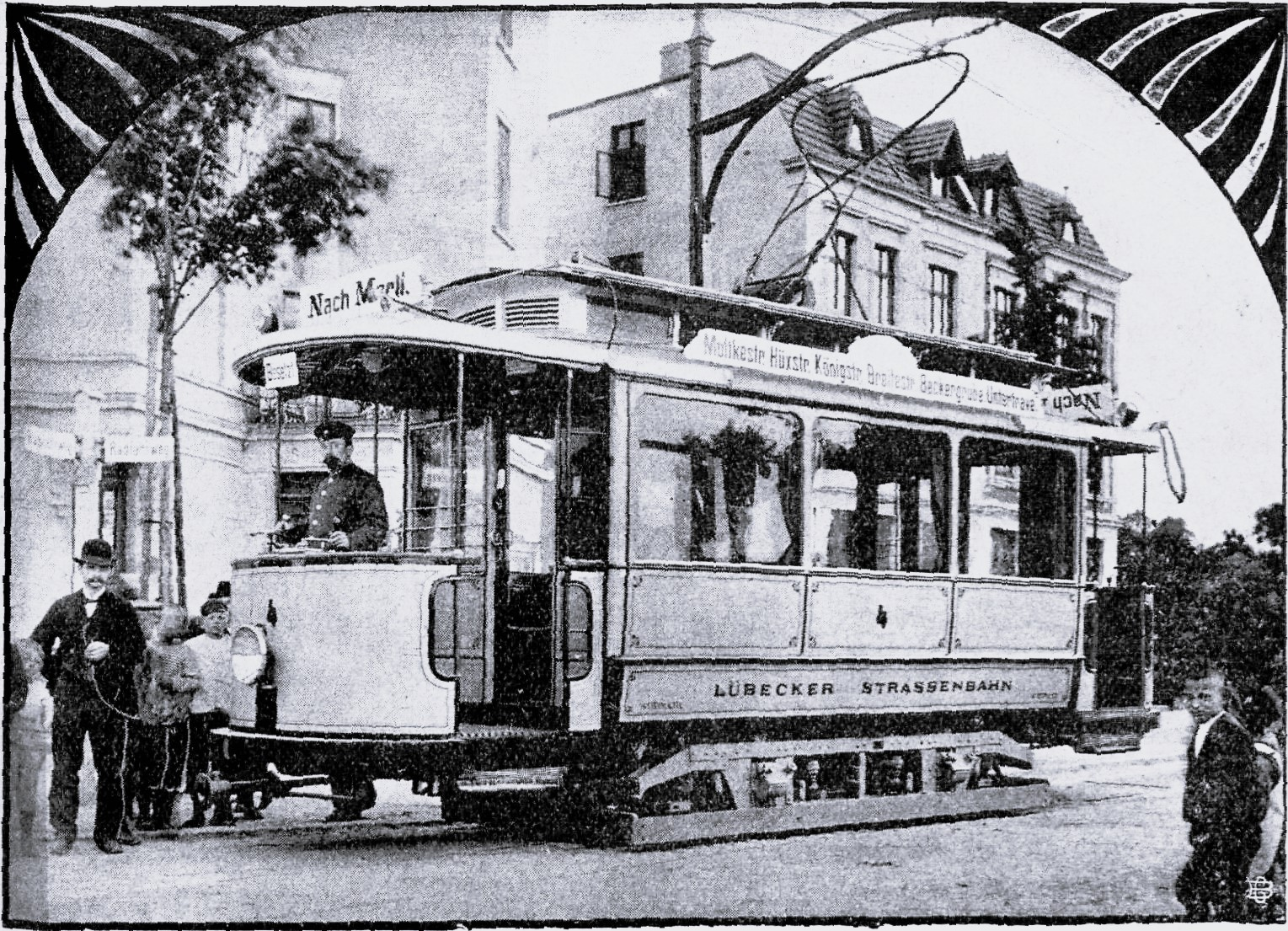
Wagen der Straßenbahn 1905 auf Marli

1905 übernahm Wallbrechts gleichnamiger zweiter Sohn die Leitung der lübeckischen Unternehmungen seines Vaters. Dies war die Aufschließung des Villenviertels Marli und die zu jener Zeit noch in Bau befindliche, später vom Staat übernommene, Straßenbahn als Verbindung des Viertels zum Bahnhof.

#### Brandenbaum
Nyghendorp  (Niendorf) wurde 1256 als Kolonisationsdorf erstmals erwähnt und 1316 zusammen mit dem Hof Hohewarte zu einem Gutsbezirk vereinigt. Eigentümer war die Stadt Lübeck, später wechselten sich die Lübecker Patrizier-Familien Morneweg, Warendorp und Kerkring als Eigentümer ab. Der Name Brandenbaum ist erst seit dem 18. Jahrhundert geläufig. Aus der Endung -baum ist, ähnlich wie bei Grönauer Baum oder Krummesser Baum, die Grenzsituation ablesbar. Seit dem 16. Jahrhundert befand sich hier eine Grenz-/Zollstation zum benachbarten Mecklenburg. Kirchlich war Brandenbaum bis 1945 nach Herrnburg eingepfarrt.
Die Grenze zu Mecklenburg war bis zum Ende des Zweiten Weltkrieges (1945) durchlässig. In den Jahren 1945 bis 1990 verlief hier die Grenze zum Staatsgebiet der DDR. Jenseits dieser Grenze liegt das bei den Lübeckern ehemals sehr beliebte Ausflugsgebiet Palinger Heide, das auch von Otto Anthes ausführlich beschrieben wird. In der Zeit vor und während des Ersten Weltkrieges wurde die Palinger Heide auch als Truppenübungsplatz für die Lübecker Garnison benutzt. An diese Zeiten erinnert die Straße An den Schießständen am Ende der Brandenbaumer Landstraße, die Brandenbaum mit Wesloe verbindet (via Kirschenallee).
Resthof und Herrenhaus befinden sich heute in Privatbesitz.

### Eichholz
Siedlung zwischen Brandenbaumer Landstraße und der Wakenitz. Durch diese Siedlung führt der Kaninchenbergweg zum gleichnamigen Gutshof mit Herrenhaus auf einer Halbinsel in der Wakenitz. Zu Eichholz zählen auch die Siedlung Krögerland
sowie die Finnland-Siedlung.
Die Entstehung dieses Siedlungsbezirkes geht zurück auf Barackenlager für ausländische Zwangsarbeiter und Kriegsgefangene,
die im Zweiten Weltkrieg dort interniert wurden. Im Wesentlichen
- Steinlager oder Steinbarackenlager am Bohlkamp
- Lager Amalia an der Brandenbaumer Landstraße
- einzelne Gebäude in der Finnland-Siedlung

Zusammengenommen waren dort bis zu 3000 Menschen untergebracht, die in der Schlutuper Munitionsfabrik arbeiten mussten.
Nach Kriegsende wurden in die genannten Anlagen Flüchtlinge aufgenommen.
Die Finnlandsiedlung, eine Finnenhaussiedlung importierter Holzhäuser aus Finnland, entstand 1943/44 in den Straßen Tannenkoppel, Herrnburger Weg und Duvennester Weg. Die Häuser in den Straßen Schattiner Weg und Stoffershorster Weg waren bei Kriegsende im Rohbau fertig. Die zu diesem Zeitpunkt nicht an die Kanalisation angeschlossene Siedlung wurde Weihnachten 1945 komplett mit kinderreichen Flüchtlingsfamilien besiedelt: „In jedem Doppelhaus gab es vier Wohnungen, zwei oben und zwei unten. In jedem Doppelhaus vier Familien mit mindestens drei Kindern, macht mindestens in jedem Haus 20 Personen.“

## Orte mit kulturhistorischer Bedeutung

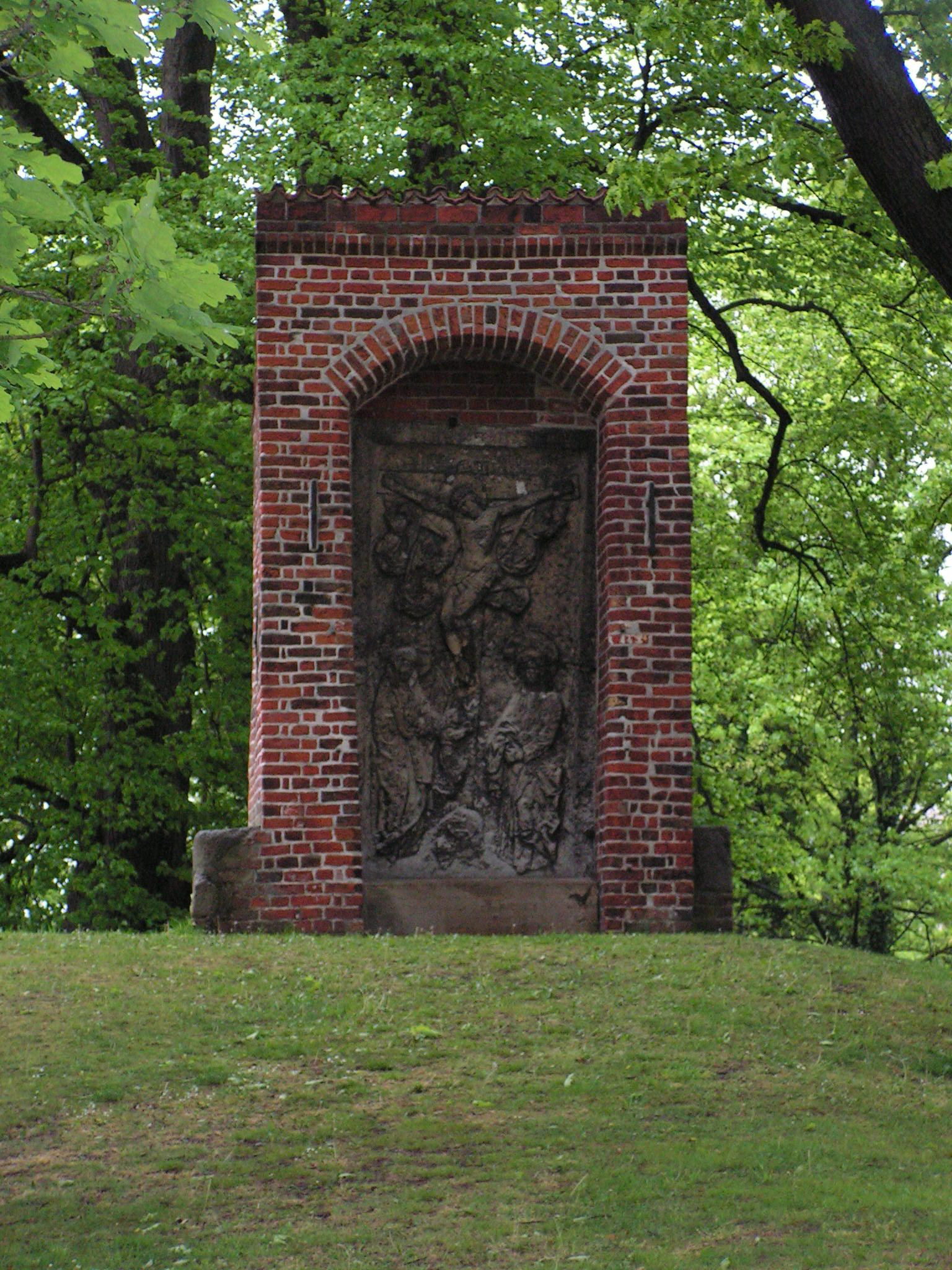
Ende des Kreuzweges am Jerusalemsberg mit Gedenkstätte
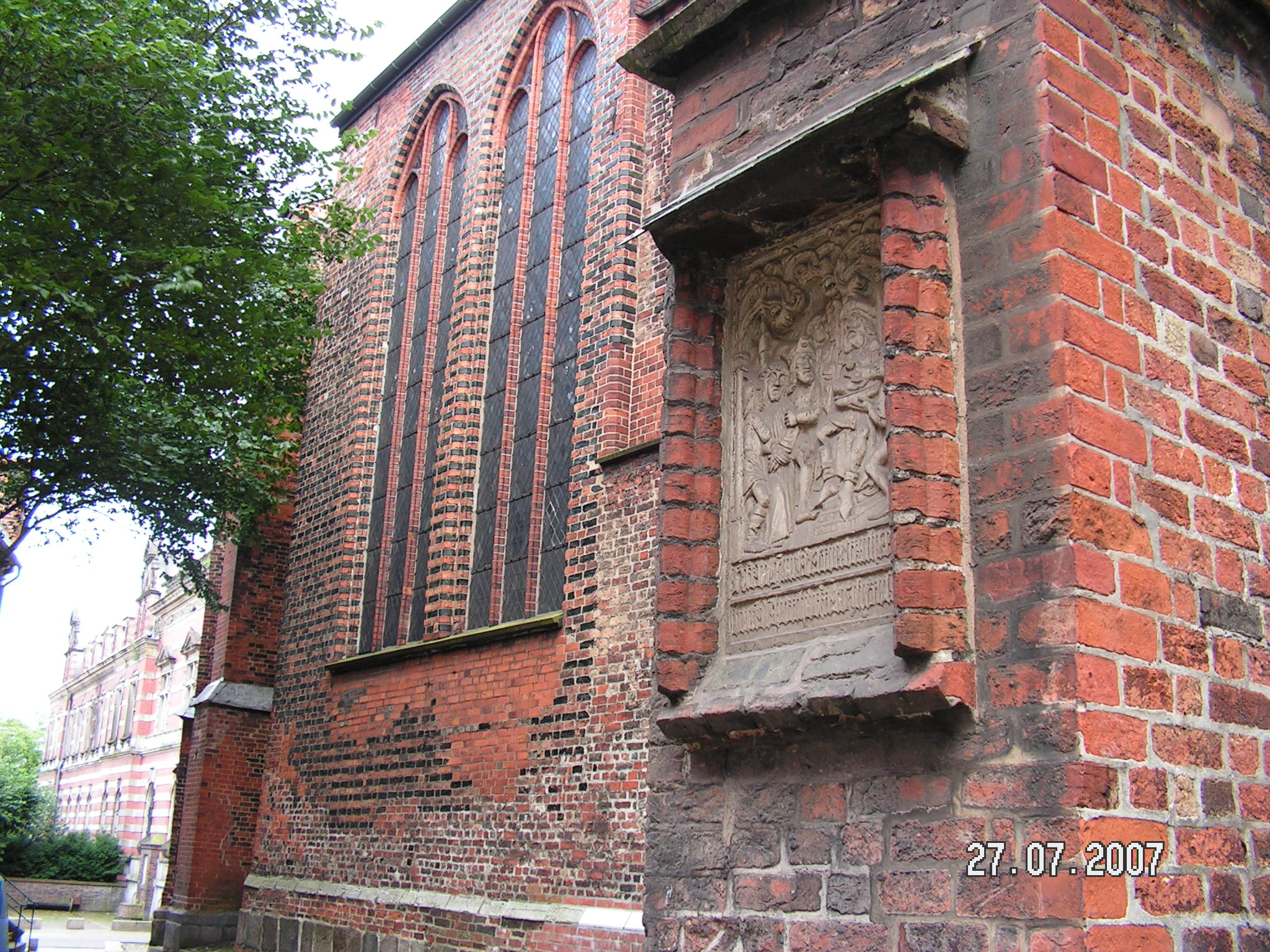
Beginn des Kreuzweges an der Außenwand von St. Jacobi
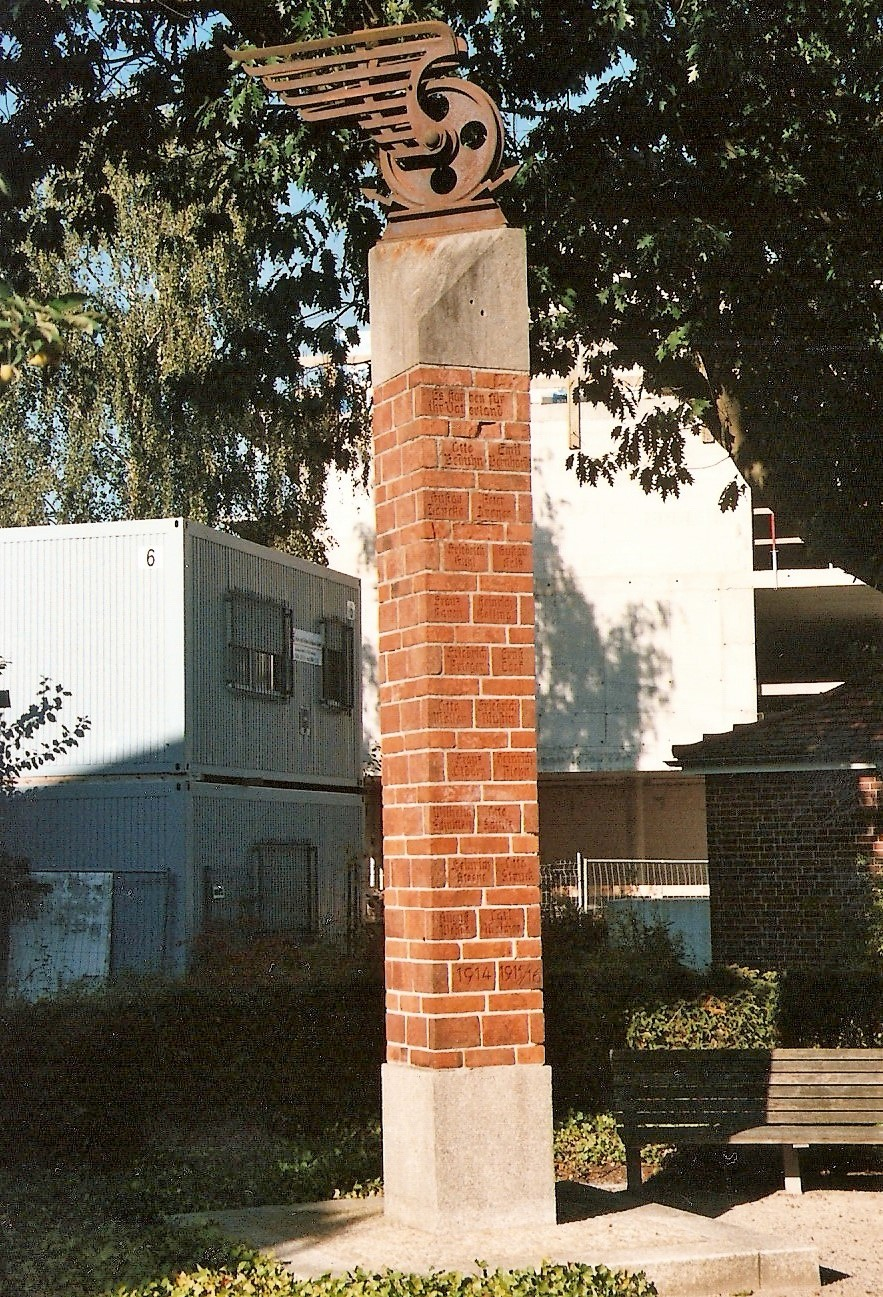
Kriegerdenkmal an der Einfahrt zum ehemaligen Busdepot
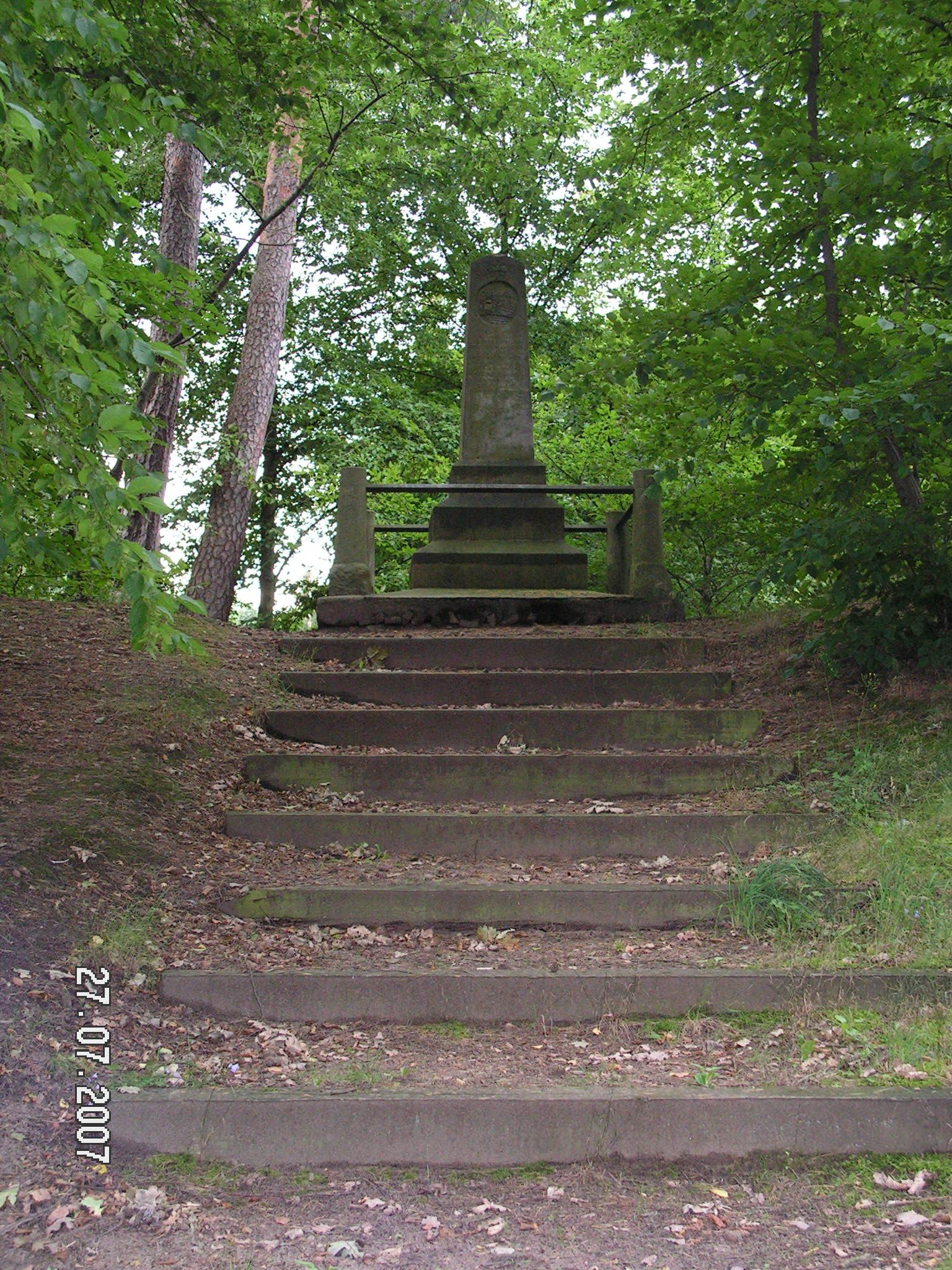
Gedenkstein für Major von Arnim an der Wesloer Landstraße
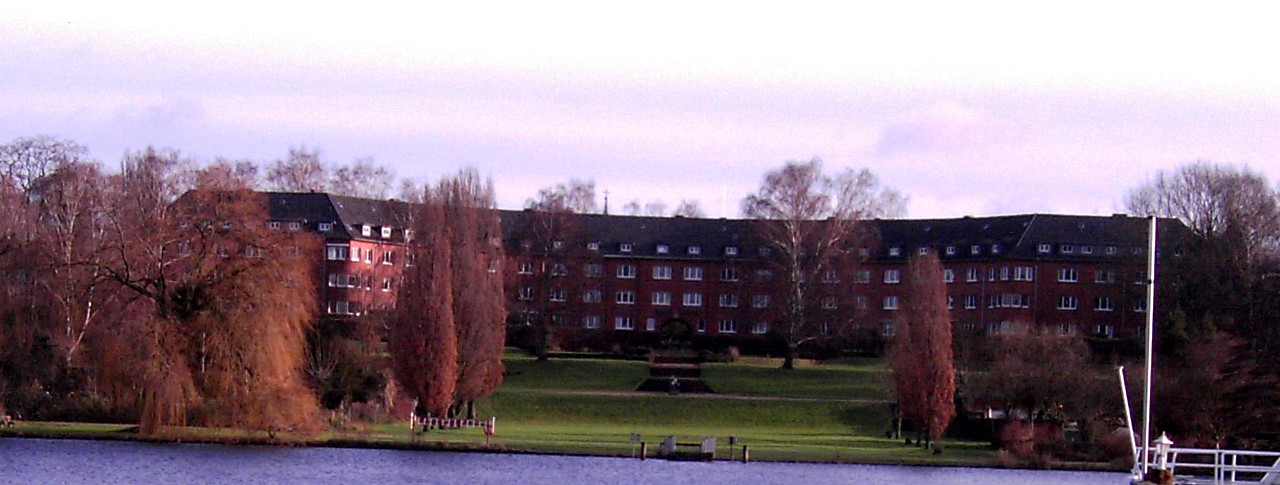
Tor der Hoffnung
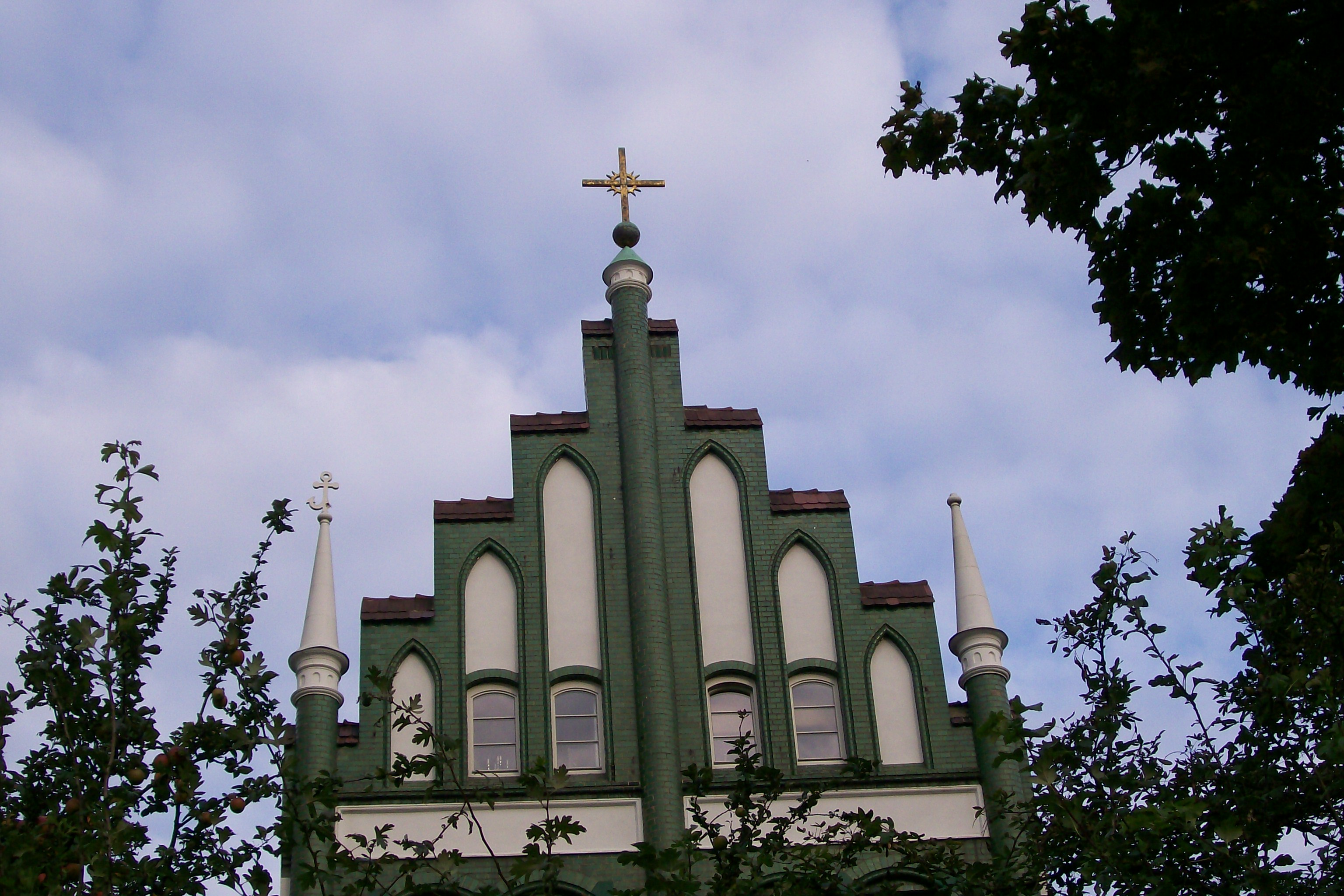
Treppengiebel der Schwedischen Kirche
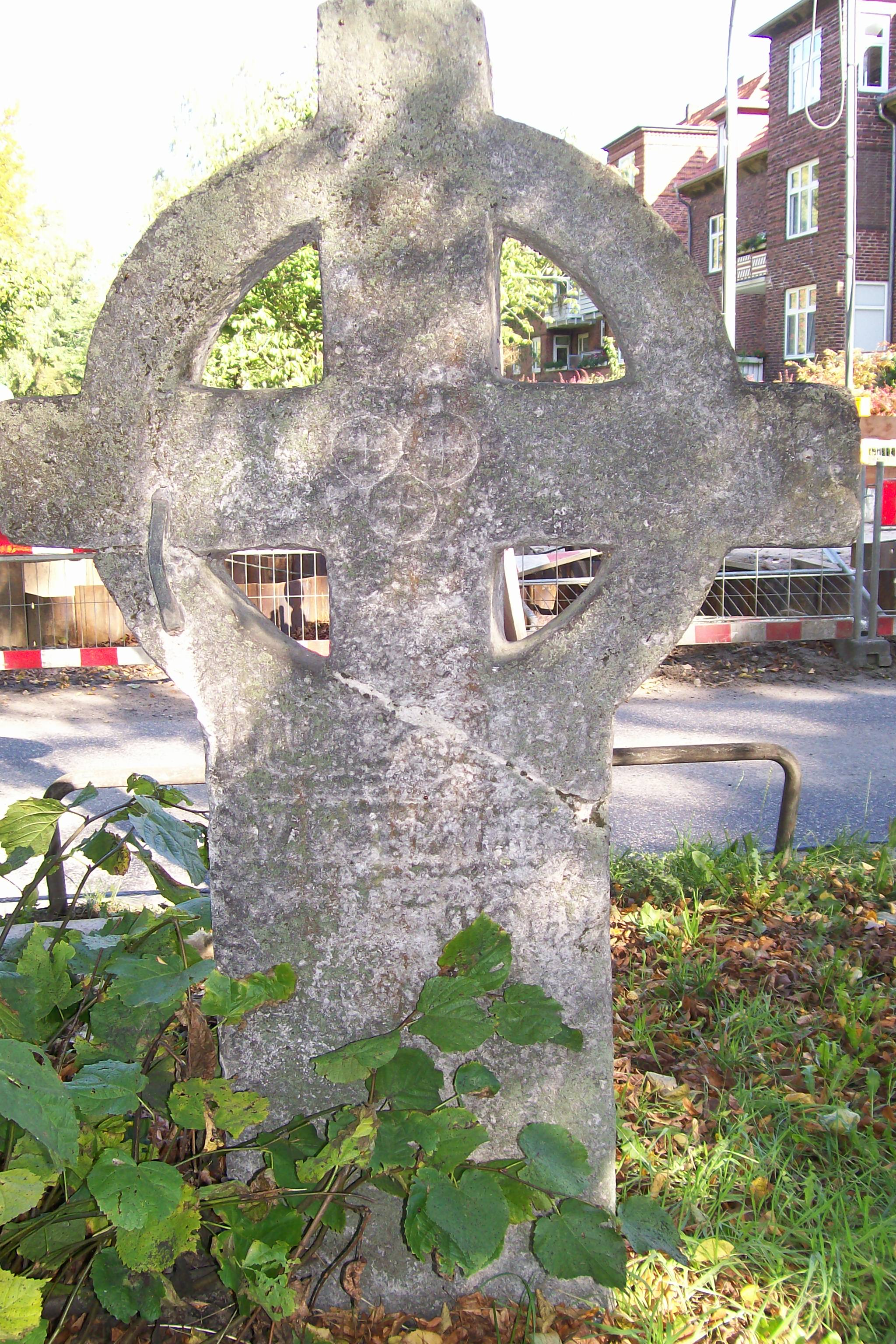
Kleverschuss-kreuz
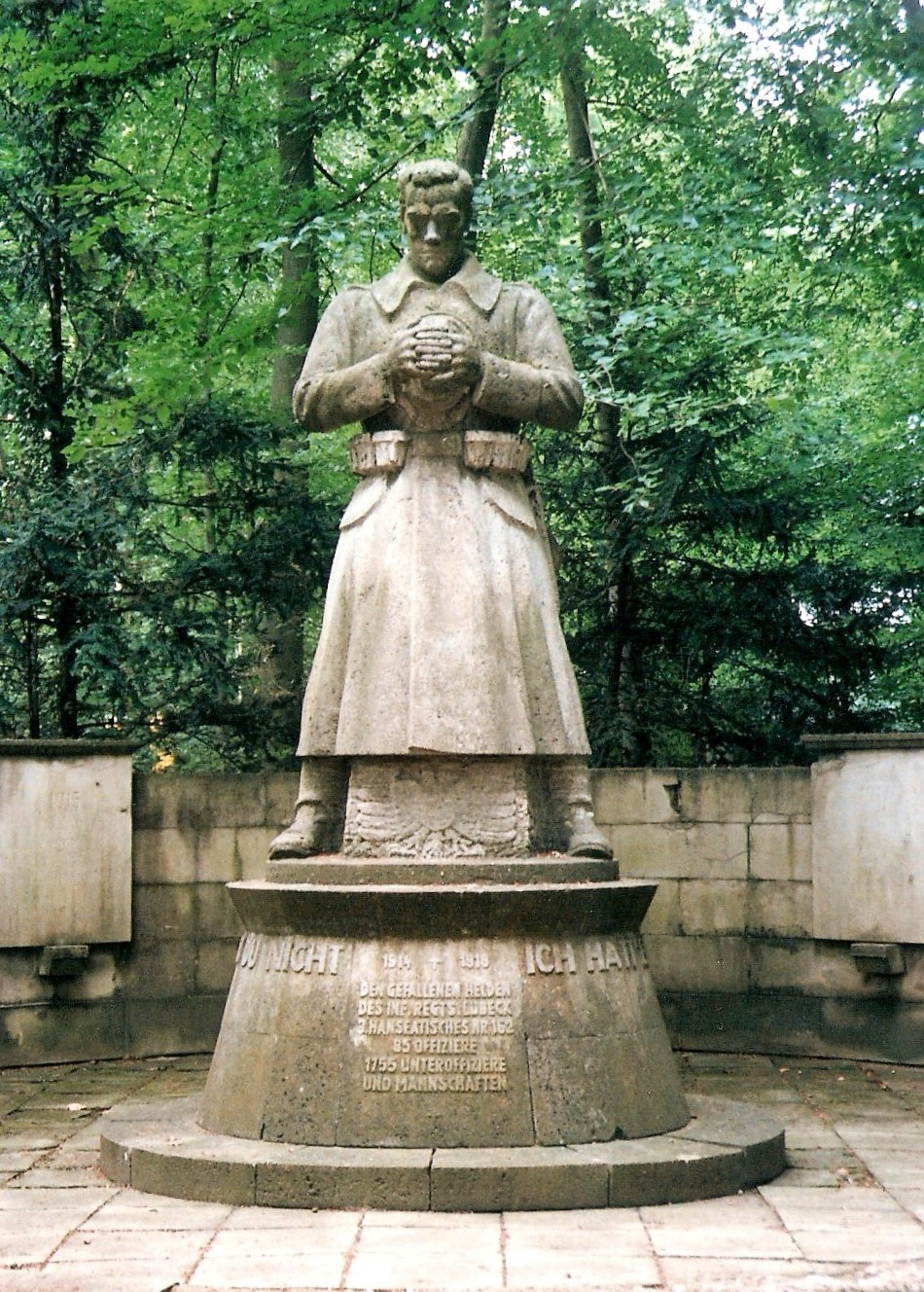
Ehrenfriedhof Lübeck: Mahnmal Helm ab zum Gebet
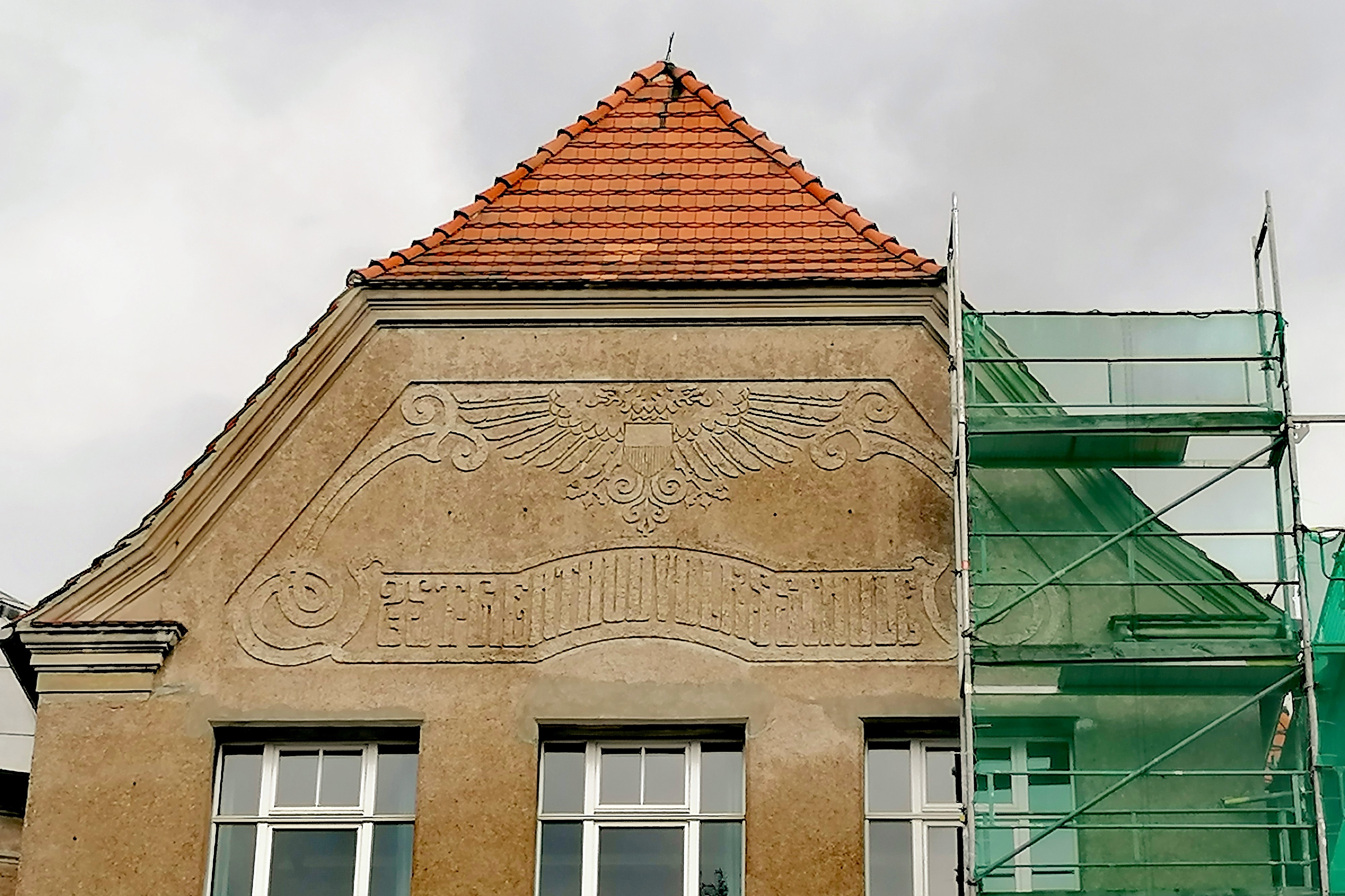
Grundschule Marli
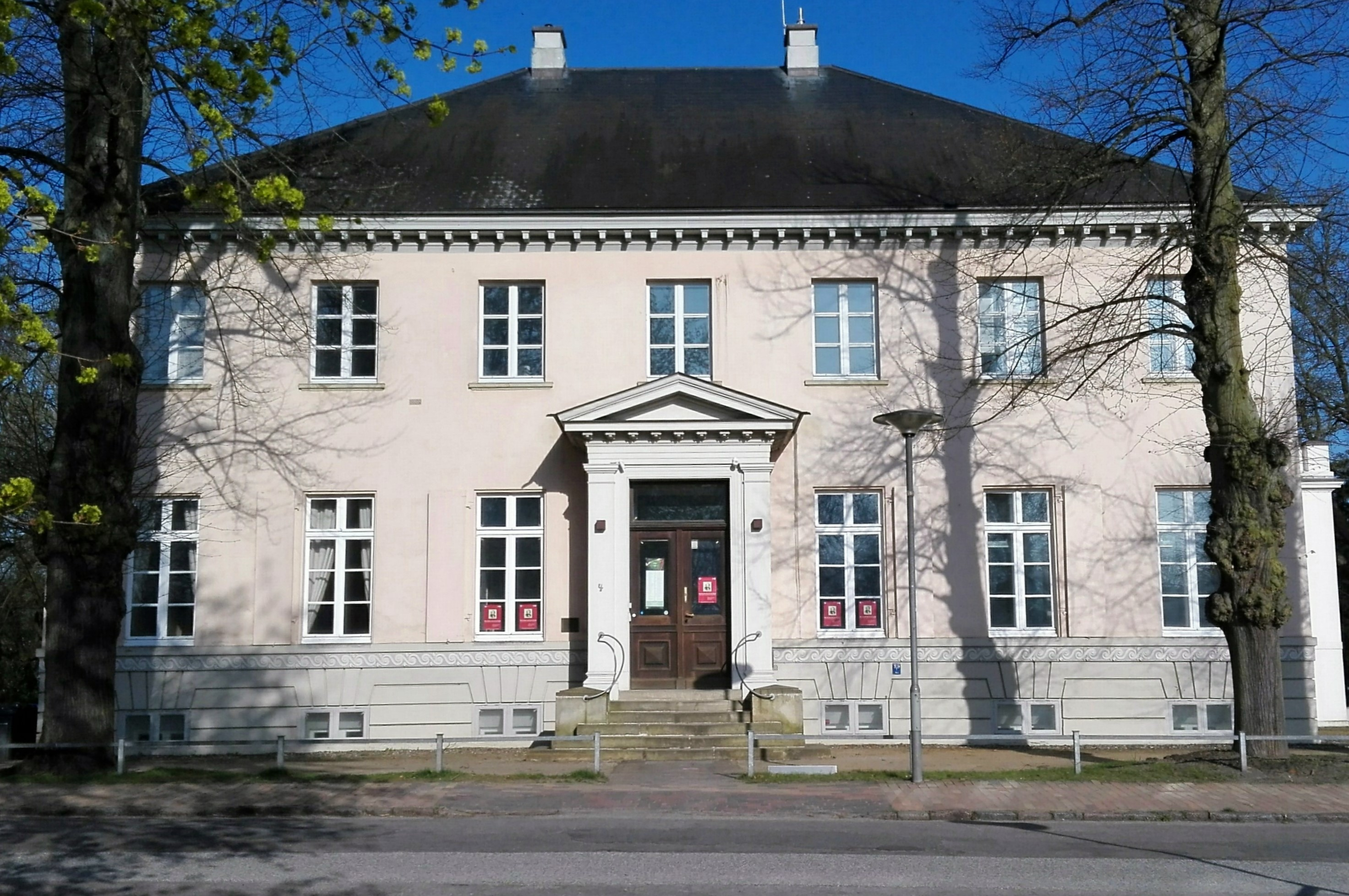
Villa Eschenburg

### Kreuzweg zum Jerusalemsberg
Dem historischen Vorbild nachempfunden führt er genau 1650 Meter weit von der Kirche St. Jakobi bis zu dem Denkmal am Jerusalemsberg/Ecke Konstinstraße. Der Lübecker Ratsherr Hinrich Constin reiste 1468 ins heilige Land und vermaß dort die via dolorosa. Wieder zurückgekehrt veranlasste er den Nachbau des Weges in seiner Heimatstadt Lübeck. Die Vollendung seiner Idee im Jahr 1493 erlebte er nicht mehr. Er starb 1482 und vermachte der Stadt sein Vermögen mit der Auflage, dies für die Fertigstellung des Kreuzweges zu verwenden. Der Kreuzweg beginnt bei einem Kalksandsteinrelief an der Nordseite von St. Jacobi. Es zeigt die Szene, als Jesus vor Pilatus geschleppt wird, der wiederum die sprichwörtliche Handwaschung vornimmt.
Das Ende des Kreuzweges ist auf einem künstlichen Hügel (Kalvarienberg) mit einem gotischen Häuschen, in dem ein grobes Relief mit der Kreuzigungsszene aus gotländischem Kalkstein eingelassen wurde. Zu seinem Gedächtnis wurde der Weg, der vom Denkmal hinunter zur Trave führt, nach ihm benannt (Konstinstraße, später auch die dortigen Kaianlagen an der Trave (Konstinkai, gebaut ab 1913)). Dieser Kreuzweg der älteste seiner Art in Deutschland.

### Straßenbahn-Depot
Vom ehemaligen Straßenbahn-Depot des Stadtverkehr Lübeck in der Roeckstraße hat sich nur das Kriegerdenkmal für die gefallenen Lübecker Straßenbahner des Ersten Weltkrieges und die Pförtnerei des Betriebsgeländes erhalten, auf dem im Übrigen ab 2007 ein stadtnahes Wohngebiet entstand.

### Gedenkstein für Major von Arnim
An der Wesloer Landstraße findet sich der Gedenkstein für den Major der Hanseatischen Legion Friedrich W. L. von Arnim, der bei dem Versuch, die französisch-dänische Besatzungstruppe in Lübeck handstreichartig zu besiegen, von einer verirrten Kugel tödlich getroffen wurde. Die (Süd-)Inschrift lautet: „FRIEDR:WILH:LUDW von ARNIM / AUS DEM HAUSE SUCKOW / KÖNIGL:PREUSS:U:GROSBRITT: / MAIOR / RITTER DES VERDIENST UND / JOHANNITER=ORDENS / ERSTER FÜHRER DER / HANSEATISCHEN REUTEREI / GEB D: 10 APRIL 1780 / GEFALLEN D: 5 SEPT:1813 / BEI EINEM VERSUCHE ZU LÜBECKS BEFREIUNG“. Auf der Nordseite steht: „FÜR DAS VATERLAND HAT / ER SEIN BLUT VERGOSSEN / AUCH AUS SEINEM BLUTE IST / EUCH HEIL ENTSTANDEN / DENKET DANKBAR SEIN DIE / IHR VORÜBER GEHT / UND GELOBET ES IN DER / FREIHEIT SCHÖNEN TAGEN / IMMER HELDENMÜTHIG / GUT UND BLUT ZU WAGEN / WENN DAS VATERLAND / IN NOTH IHR SEHT / * / DIESES DENKMAL / SETZTEN DEM HELDEN / TREUE KAMPFGENOSSEN“.
Diese Verse stammen von Pastor Johannes Geibel (dem Vater von Emanuel Geibel), der auch die Rede bei der Einweihungsfeier am 18. Oktober 1814 hielt.
Die Verbindung zwischen Roeckstraße und Wesloe/Wesloer Landstraße wurde nach A. benannt (Arnimstraße).
Auf dem Nachbargrundstück wurde 1903 das Ausflugslokal Arnimsruh eröffnet, das noch heute als Hotel garni geführt wird.

### St.-Gertrud-Kirche
Die St.-Gertrud-Kirche wurde 1909–1910 nach den Plänen der Berliner Architekten Peter Jürgensen und Jürgen Bachmann für die seit 1902 von St. Jacobi verselbständigte Gemeinde errichtet. Ungewöhnlich ist der mit einem Satteldach gedeckte Turm. Die Architektur ist vom ausgehenden Jugendstil beeinflusst, die Inneneinrichtung wurde 1962 entfernt.

### Villa Eschenburg
Die Villa Eschenburg beim Jerusalemsberg wurde von dem Hauptarchitekten des dänischen Klassizismus Christian Frederik Hansen geplant und erbaut, wobei die Fertigstellung (1805) wegen seiner vorherigen Abberufung nach Kopenhagen durch seinen Freund, den späteren Lübecker Stadtbaumeister Joseph Christian Lillie erfolgte. Die Villa ist nach der Lübecker Familie Eschenburg benannt.
Heute befindet sich in dem von dem Eschenburgpark umgebenen Gebäude das Brahms-Institut an der Musikhochschule Lübeck.

### Tor der Hoffnung
Das Tor der Hoffnung ist ein zwischen 1936 und 1937 von Rudolf Groth als Rundbau errichteter Wohnblock mit 48 Wohnungen. Die Stadt stellte eines der besten Grundstücke am Ostufer der Wakenitz zur Verfügung. Die öffentliche Grünanlage des Wohnblocks geht über in den Marli-Park.

### Schwedische Kirche
An der Hafenstraße in Höhe des Burgtorhafens befindet sich die ehemalige Schwedische Kirche. Sie wurde 1904 fertiggestellt und diente Schweden, die als Seeleute nach Lübeck kamen, bis 1968 als Gotteshaus. In den 1980er Jahren wurde sie vom Diakonischen Werk als Unterkunft für Asylbewerber genutzt, später erneut umgebaut und ist seither ein privates Wohngebäude.

### Kleverschusskreuz
An der Roeckstraße erinnert das Kleverschusskreuz, ein im Jahr 1436 von einem Lübecker Bürger gestiftetes Wegekreuz, an die Pilger, die sich bis zur Reformation von Lübeck auf den Weg nach Wilsnack in Brandenburg zur Wunderblutkirche machten. Das Kreuz wies ihnen an der Gabelung von zwei Heerstraßen die Richtung zur heutigen Arnimstraße nach Brandenburg. Seinen Namen verdankt das Kreuz einer nachreformatorischen Sage um den Kaufmannsgesellen Hans Klever, dem ein Mord zur Last gelegt wurde.

### Ehrenfriedhof
Hauptartikel: Ehrenfriedhof (Lübeck)

## Schulen
- Förderzentren (FöZ)
  - Maria-Montessori-Schule (FöZ Geistige Entwicklung), Stellbrinkstraße, 97 Schüler in 10 Klassen, 50 Betreute
- Grundschulen (GS)
  - GS Schule am Stadtpark, Schulstraße (eröffnet 1867, Name seit 1934, ex 1. St. Gertrud-Schule), 237 Schüler in 11 Klassen
  - GS Marli, Heinrichstraße (eröffnet 1905, ex 2. St. Gertrud-Doppelschule), 180 Schüler in 9 Klassen
  - GS Eichholz, Bohlkamp (eröffnet 1947, ex Volksschule Eichholz), 158 Schüler in 8 Klassen
  - GS Lauerholz, Holzvogtweg (Karlshof, ab 1966) und Zweigstelle Waldstraße (Israelsdorf), 334 Schüler in 17 Klassen
- Grund- und Gemeinschaftsschulen
  - Albert-Schweitzer-Schule, Albert-Schweitzer-Straße (eröffnet 1956, ex Volksschule Marli-Süd), 515 Schüler in 24 Klassen
  - Schule an der Wakenitz, Dieselstraße (Zusammenschluss aus Anna-Siemsen- und Johannes-Kepler-Schule, seit 2009), 587 Schüler in 27 Klassen
  - Geschwister-Prenski-Schule, Travemünder Allee (eröffnet 1990, Name ab 1994, ex Otto-Anthes-Volksschule), 763 Schüler in 33 Klassen
- Gymnasium
  - Thomas-Mann-Schule (Lübeck) (Europaschule), Thomas-Mann-Straße (eröffnet 1959), 911 Schüler in 36 Klassen

Schülerzahlen aus dem Schuljahr 2020/2021
- Freie Schule
  - Freie Waldorfschule Lübeck (mit Oberstufe), Dieselstraße, 617 Schüler in 27 Klassen, 119 Betreute

- Berufsbildende Schule
  - Dorothea-Schlözer-Schule, Am Jerusalemsberg (Name seit 1970), auf dem Grundstück des ehemaligen Pockenhofs, 1946 Schüler in 100 Klassen[8]

- Ehemalige Schulen
  - Johannes-Kepler-Schule, Am Ährenfeld (eröffnet 1957, ex Marli-Mittelschule)
  - Anna-Siemsen-Schule, Dieselstraße (eröffnet 1953)

## Kirchen
- Evangelisch-lutherisch
  - St.-Gertrud-Kirche, Gustav-Adolf-Straße (geweiht 1910)
  - St.-Thomas-Kirche, Marlistraße (geweiht 1951)
  - St.-Christophorus-Kirche, Schäferstraße (geweiht 1954)
  - St.-Stephanus-Kirche, (Karlshof) Dornierstraße (geweiht 1956)
  - St.-Philippus-Kirche, Schlutuper Straße (geweiht 1957)
  - Dietrich-Bonhoeffer-Kapelle, (Israelsdorf) Wilhelm-Wisser-Weg (geweiht 1966)
  - Auferstehungskirche, Marliring (geweiht 1970)
- Evangelische Freikirchen
  - FeG Lübeck (Freie evangelische Gemeinde), Thomas-Mann-Straße
  - Friedenskirche (Baptisten), Täuferstraße (eingeweiht 1973)
  - Paulus-Kapelle (Baptisten), Brandenbaumer Landstraße (eingeweiht als Kapelle nach Umbau 1986)
- Römisch-katholisch
  - Heilig-Geist-Kirche, Heilig-Geist-Kamp (geweiht 1965)
  - Liebfrauenkirche, Benzstraße (geweiht 1955, geschlossen 2025)
- Sonstige Glaubensgemeinschaften
  - Katholisch-Apostolische Kirche, Adolfstraße 36
- Ehemalige Kirchen
  - Neuapostolische Kirche, Diamantweg/Heiweg (entwidmet)

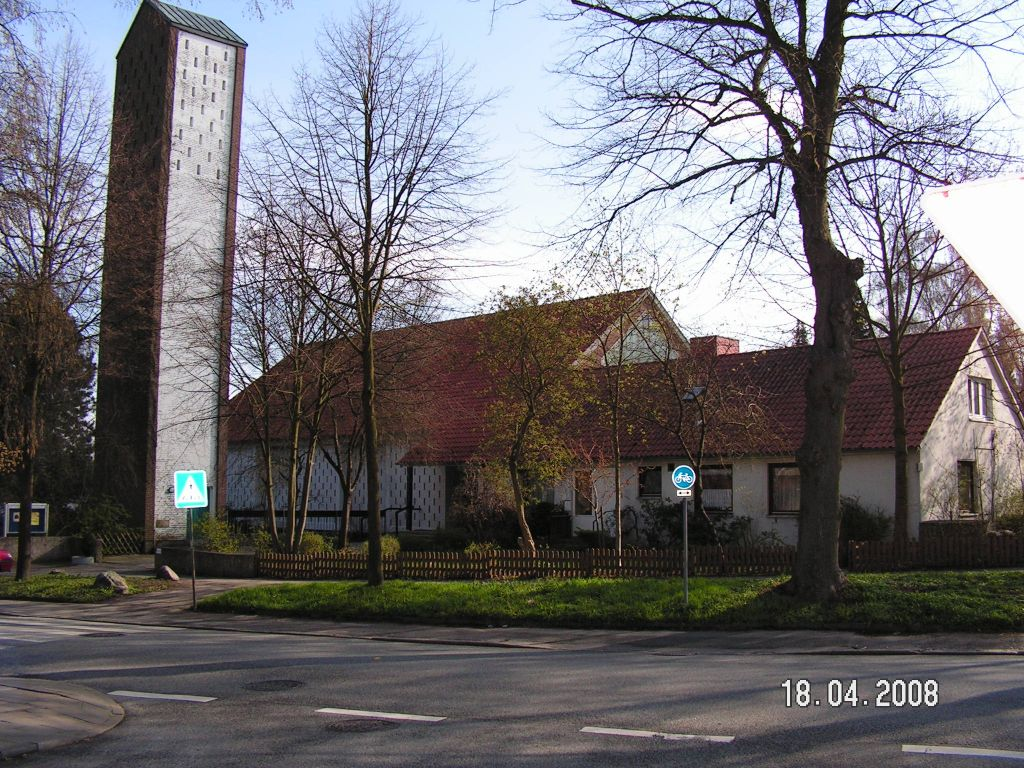
Auferstehungskirche
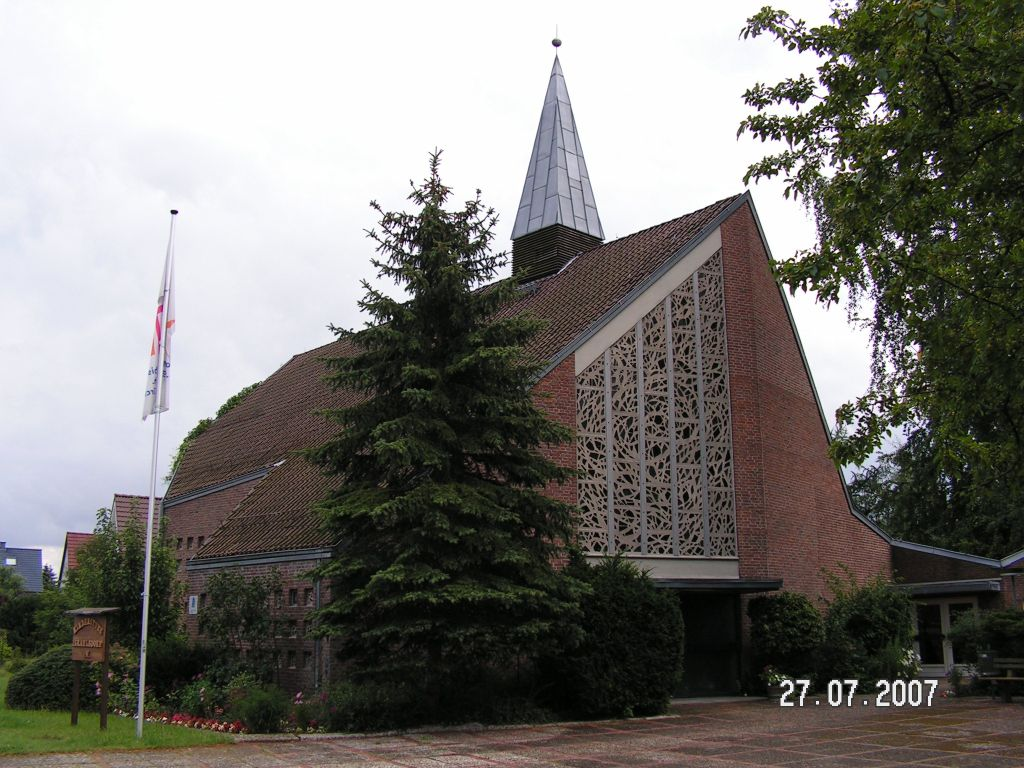
Dietrich-Bonhoeffer-Kapelle
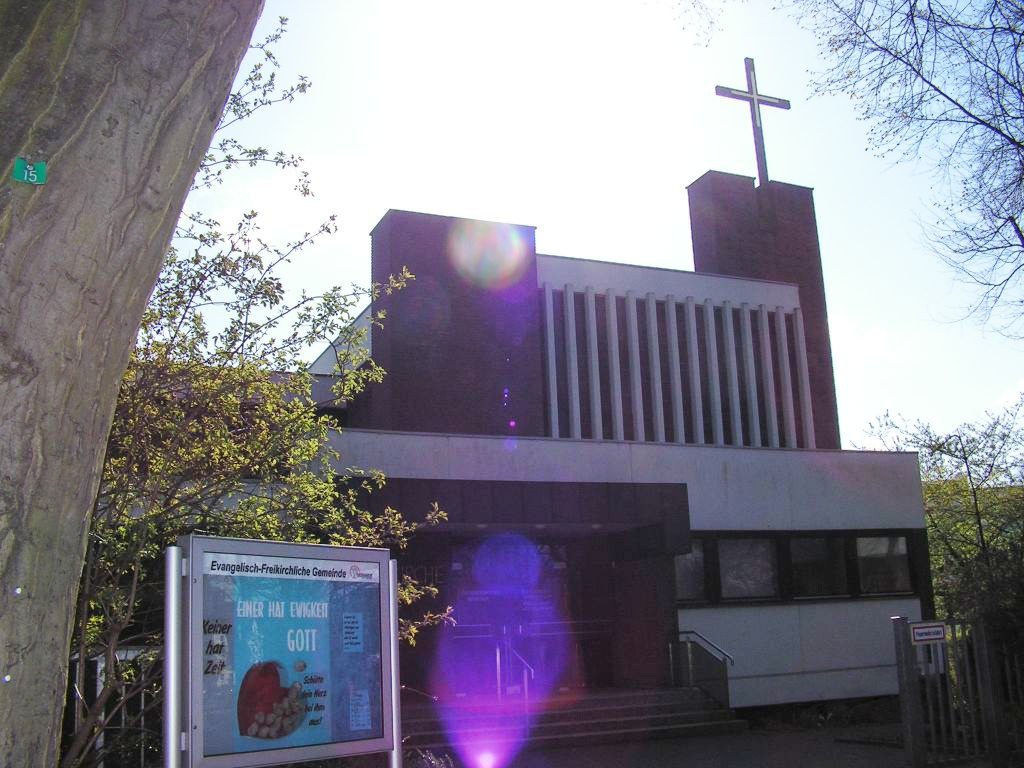
Friedenskirche
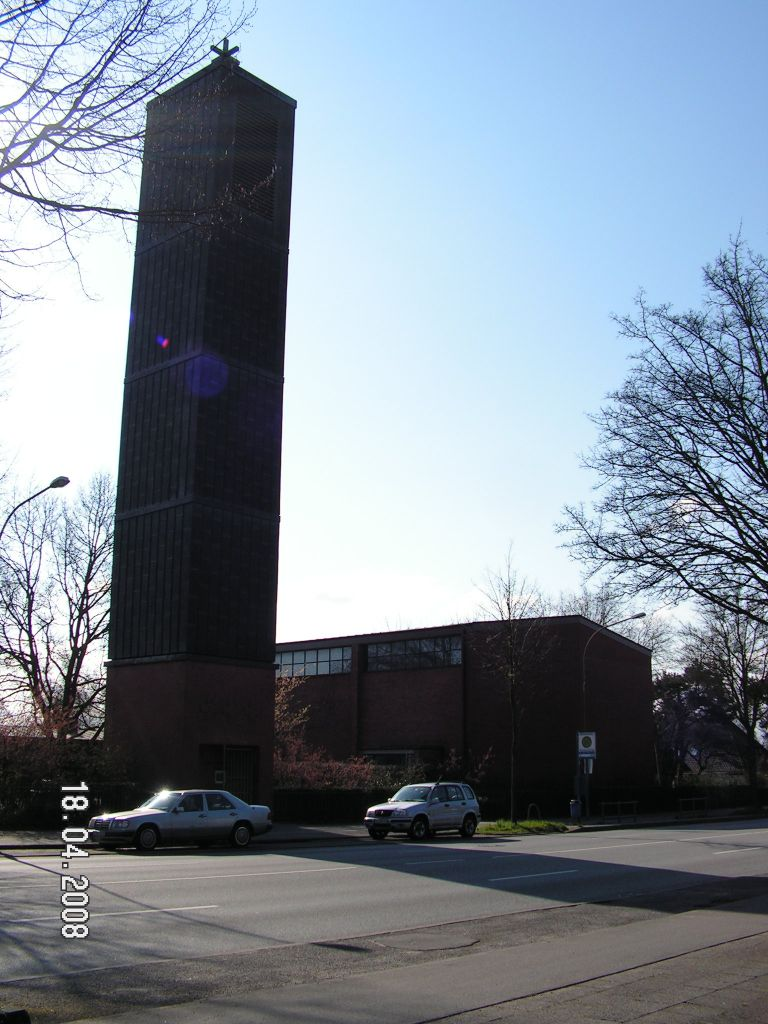
Heilig-Geist-Kirche
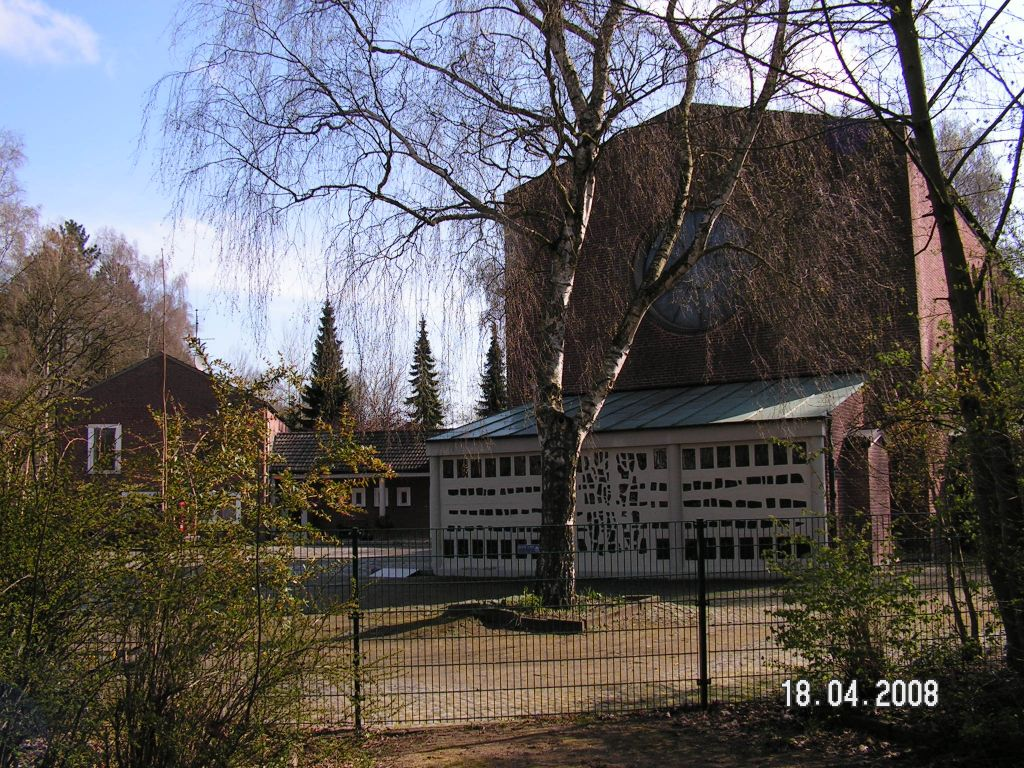
Liebfrauenkirche
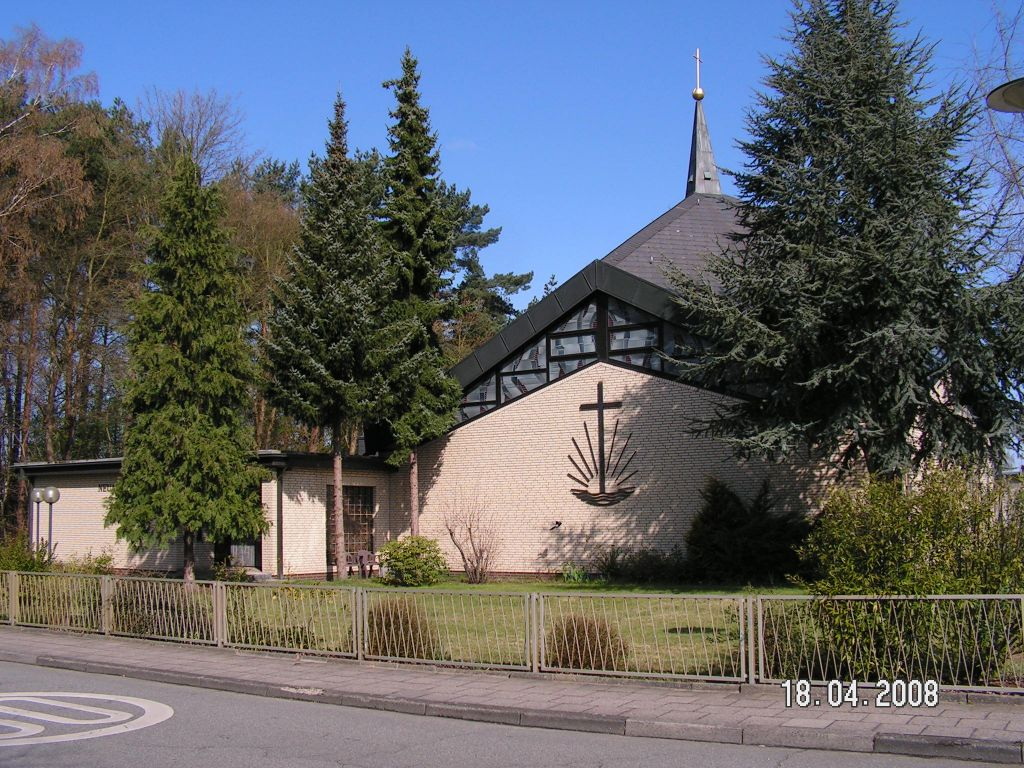
Neuapostolische Kirche (entwidmet)
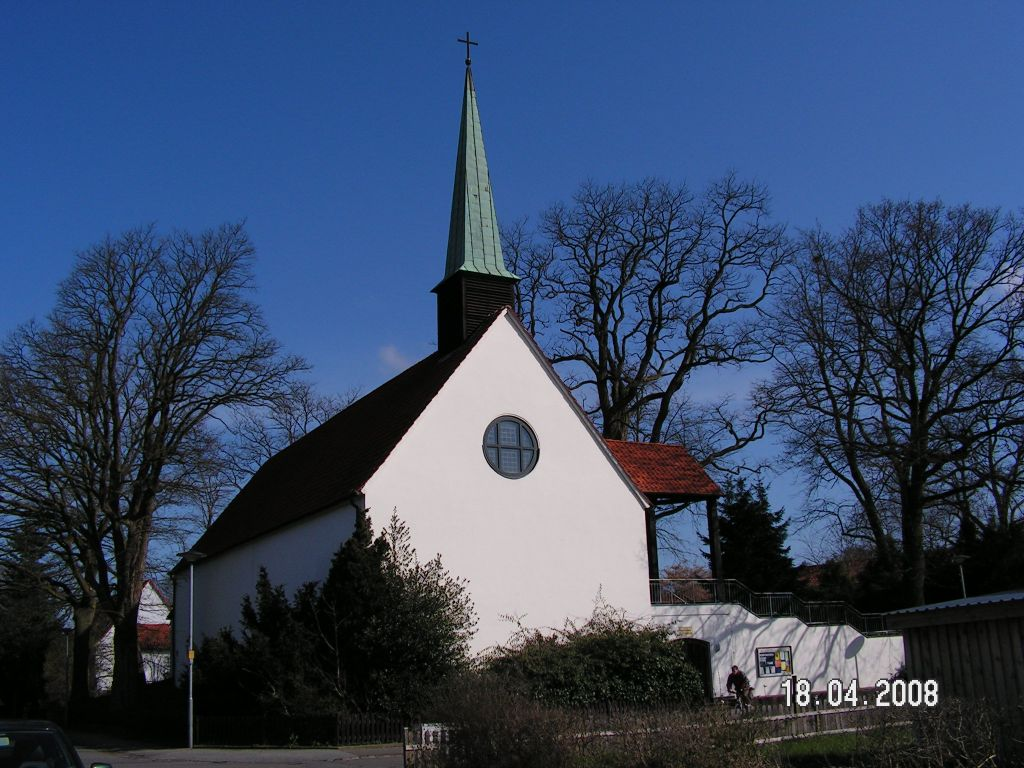
St. Christophorus
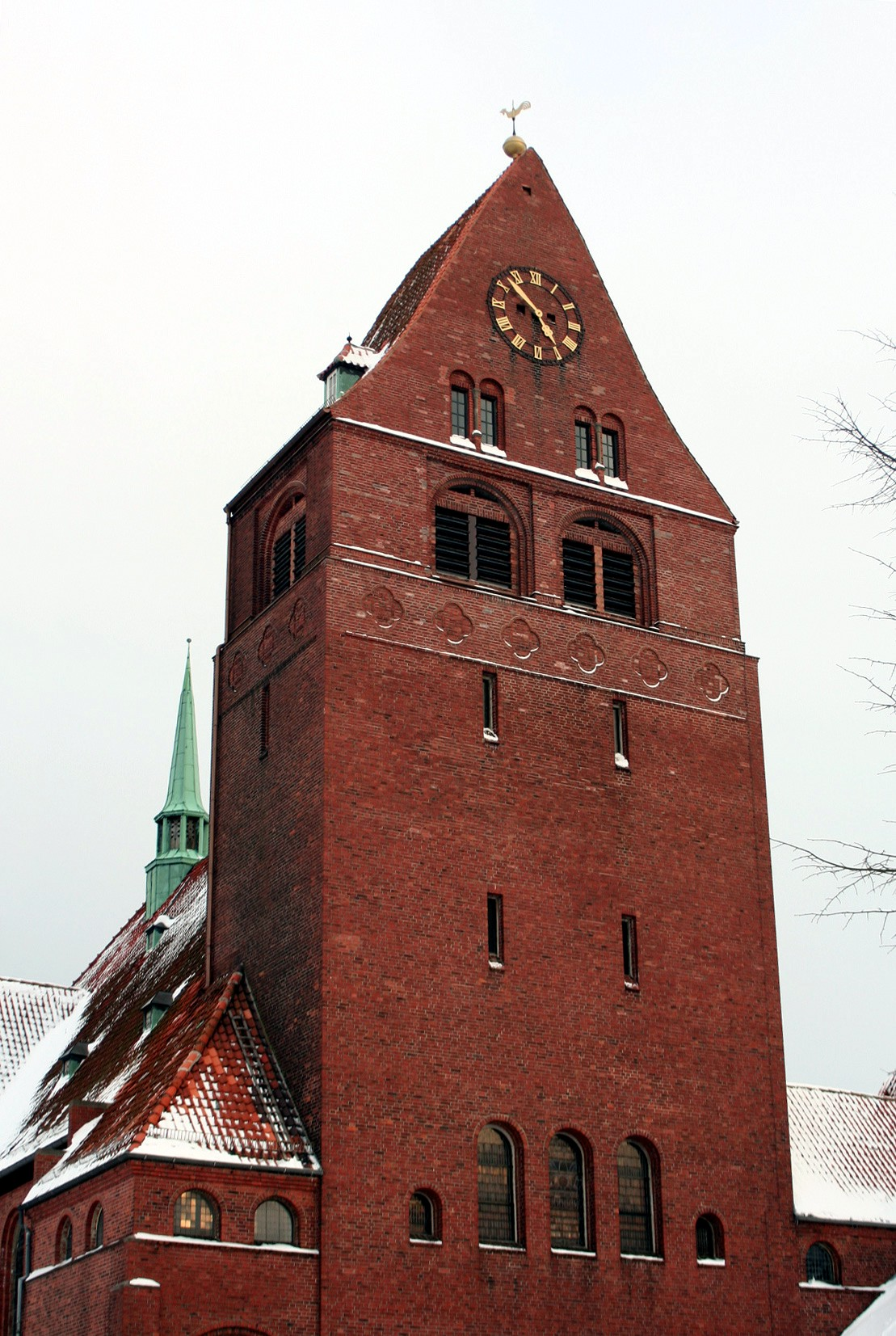
St. Gertrud
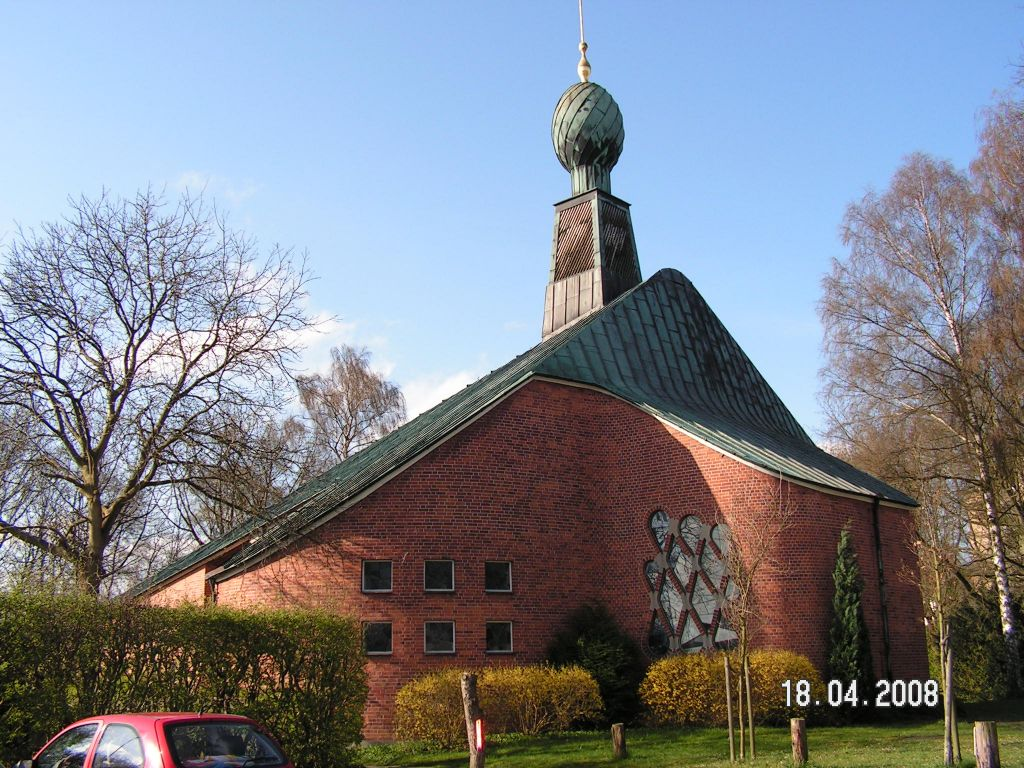
St. Philippus
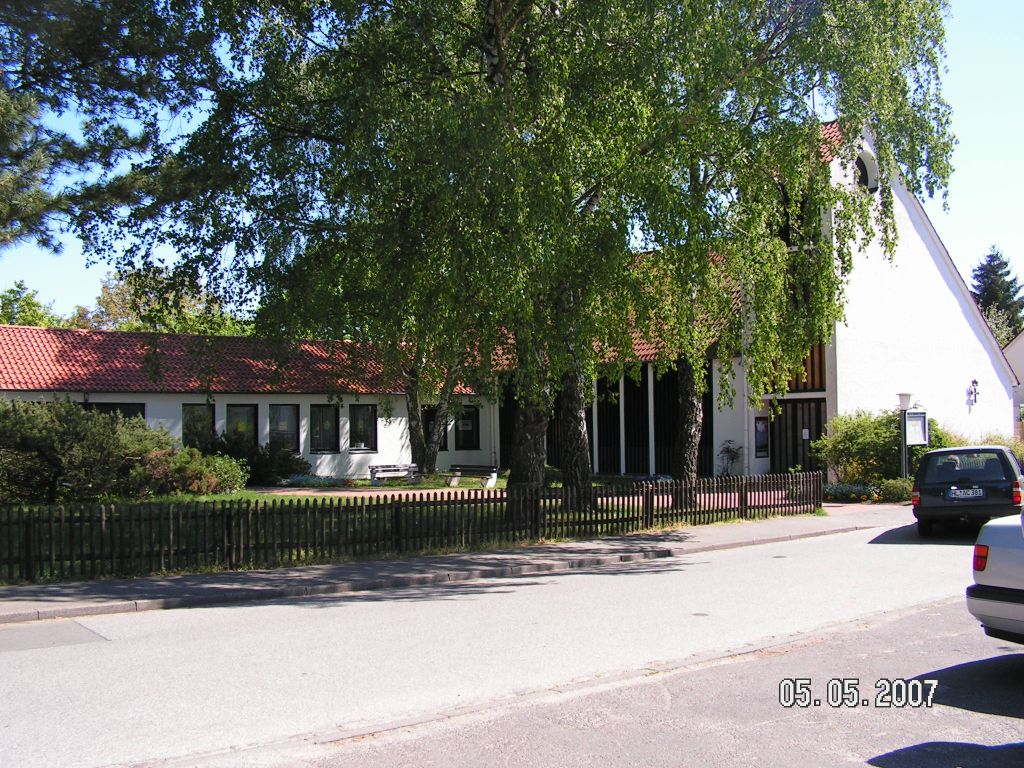
St. Stephanus
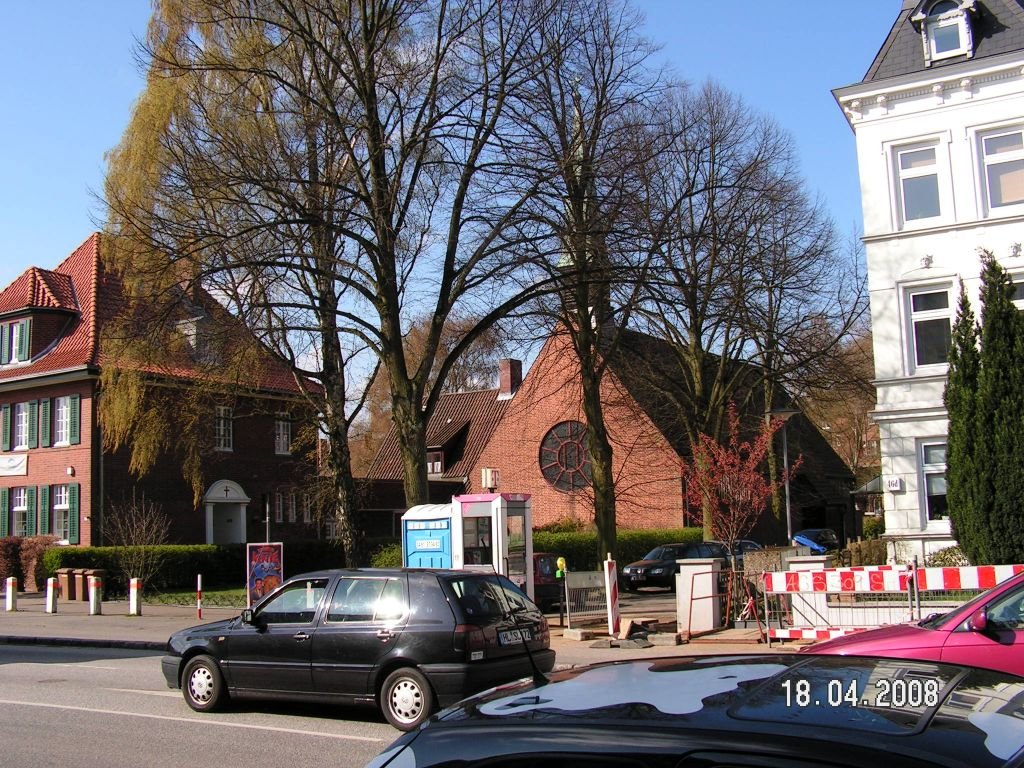
St. Thomas

## Gerichte
Im Stadtteil sind das Amtsgericht Lübeck und das Landgericht Lübeck ansässig, außerdem das Arbeitsgericht Lübeck und das Sozialgericht Lübeck. Amts- und Landgericht haben ihren Sitz im Lübecker Gerichtshaus.

## Stadtgrün, Forsten und Naturschutz
St. Gertrud verfügt über mehrere Parks, insbesondere den 1902 nach vierjähriger Bauzeit eröffneten Stadtpark, einen vom Stadtgärtner Langenbuch angelegten, zwölf Hektar großen Landschaftspark mit Teichen und Inseln auf der Galgenbrookswiese im Bereich einer ehemaligen Bucht der Wakenitz. Der Park wurde im Rahmen der Erschließung des Gesamtareals zwischen der Eschenburg-Straße und der Roeckstraße aus den Erlösen der Grundstücksverkäufe finanziert und verfügt über eine Vielzahl einheimischer wie exotischer Baum- und Gehölzarten. Er gleicht damit einem kleinen Arboretum. In seiner unmittelbaren Umgebung fallen die palaisartigen Altenstifte auf, die vor dem Ersten Weltkrieg aus Vermächtnissen Lübecker Kaufleute errichtet wurden.

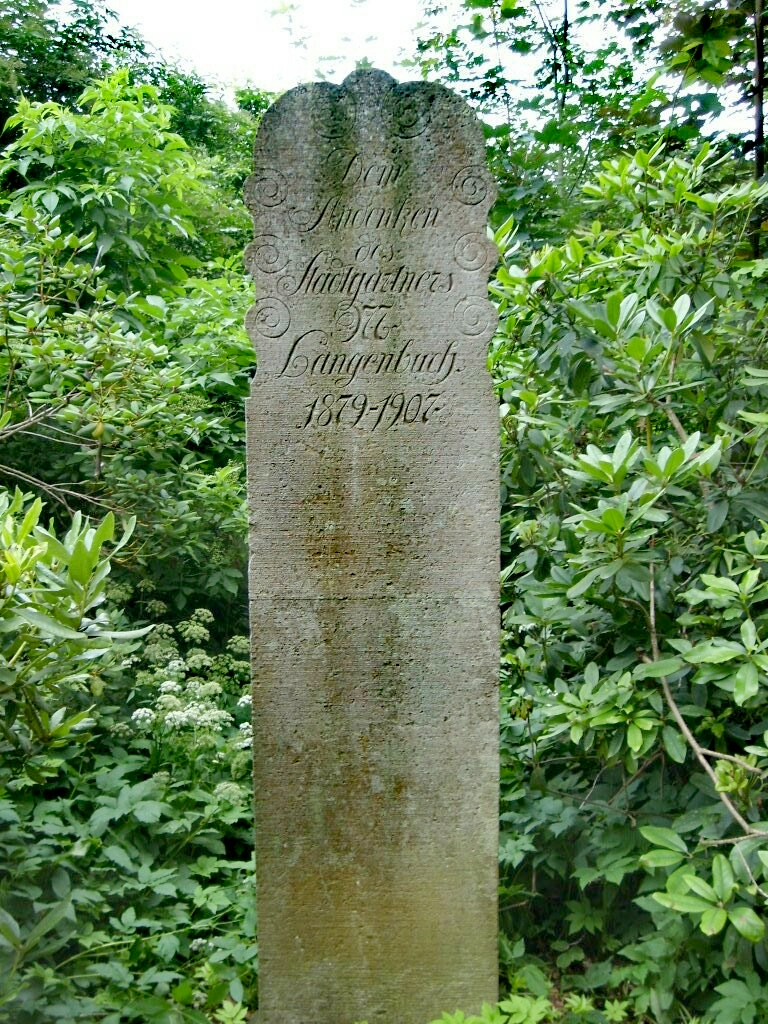
Stele zur Erinnerung an den Stadtgärtner Langenbuch
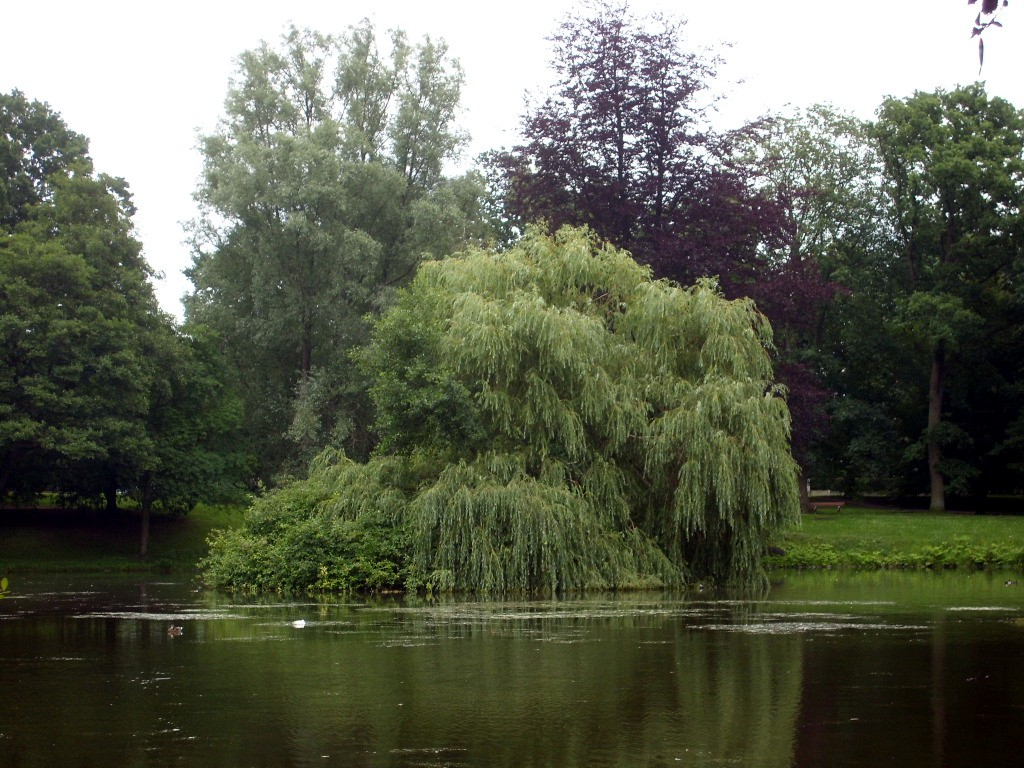
Stadtparkteich mit Trauerweide auf der Insel
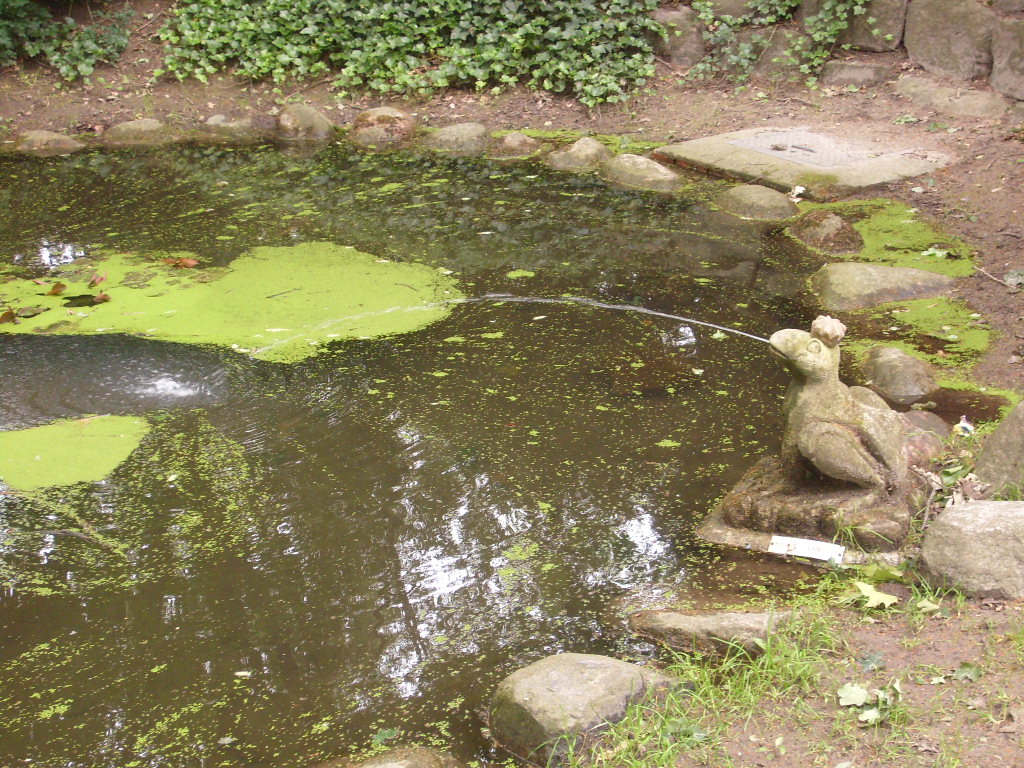
Froschkönig von Otto Mantzel im Froschteich des Stadtparks
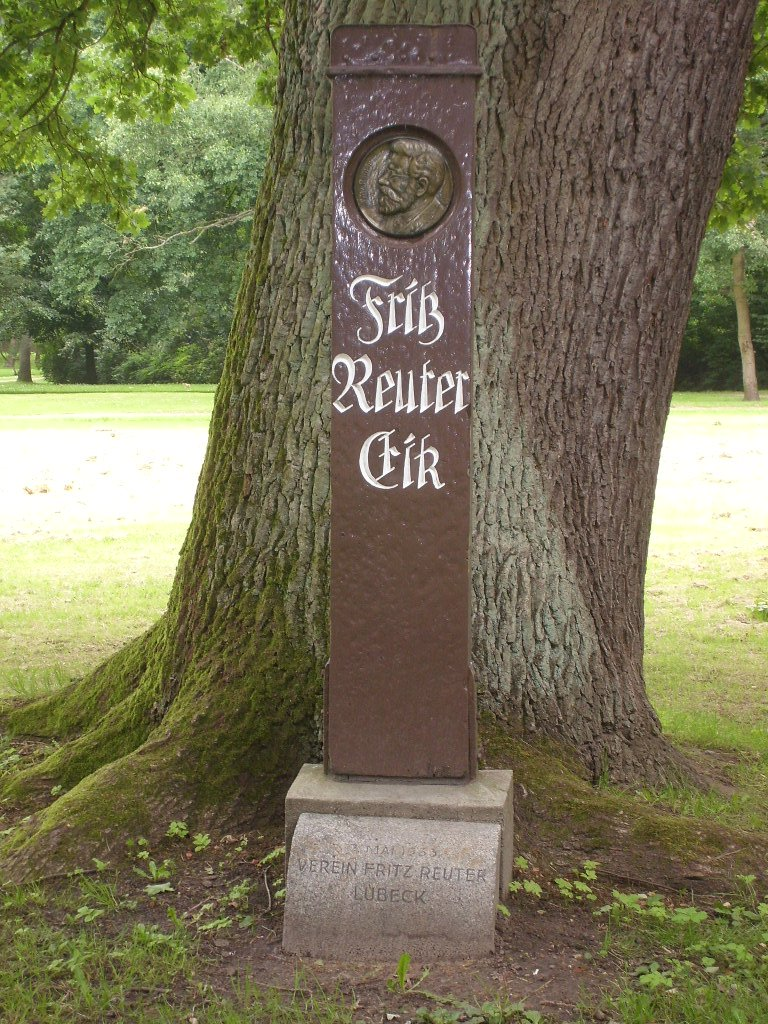
Stele an der Fritz-Reuter-Eiche im Stadtpark

Aber auch der Drägerpark und der Eschenburgpark mit seinen Skulpturen des Tierbildhauers Fritz Behn (heute im Schulgarten aufgestellt) sind erwähnenswert. Der Burgtorfriedhof, mit den denkmalgeschützten Grabmälern Lübecker Familien, wie dem von Emanuel Geibel, Emil Possehl, den Eschenburg, Fehling, Overbeck oder der Familie Mann und der anschließende Ehrenfriedhof (eingeweiht 1915) nach Entwurf von Harry Maasz sind sehenswerter Bestandteil des Stadtgrüns von St. Gertrud, das zugleich mit dem Lauerholz über das größte Waldgebiet der Stadt verfügt. Der Schellbruch an der Trave ist als Lagune ein Naturschutzgebiet von europäischem Rang. Entlang der Wakenitz führt der Drägerweg als Wanderweg nach Rothenhusen am Ratzeburger See.
Der privat betriebene Lübecker Tierpark bestand von 1950 bis 2010.

## Umbenennungen
- 1914:
  - der untere Teil der Luisenstraße[9] → Eschenburgstraße (anlässlich des 70. Geburtstages des Bürgermeisters Johann Georg Eschenburg)
- 1922:
  - Kaiser-Friedrich-Straße → Rathenau-Straße
  - Kaiser-Friedrich-Platz  → Republikplatz
- ca. 1928:
  - der obere Teil der Luisenstraße (ab Kreuzung Glashüttenweg) → Forstmeisterweg (dadurch wurde die Luisenstraße nur noch ca. 300 m lang)
- 1933:
  - Rathenau-Straße → Bürgermeister-Neumann-Straße (nach 1945 wieder rückgängig gemacht)
  - Republikplatz → Hindenburgplatz[10] (2019 rückgängig gemacht)
- 1936: (nach 1945 wieder rückgängig gemacht)
  - Jerusalemsberg → Kreuzberg
  - Israelsdorfer Allee → Travemünder Allee (nicht rückgängig gemacht)
  - Israelsdorf → Walddorf
  - An der Hafenbahn/Glashüttenweg → Curt-Helms-Straße
- 1945: (Siedlung Krögerland/Eichholz)
  - Musketierweg → Im Musennest
  - Grenadierweg → Im Eulennest
  - Füsilierweg → Hamsterweg
  - Funkerweg → Im Fuchsloch
  - Bertholdstraße → Hirschpaß
  - Immelmannstraße → Im Eichholz
  - Wolffstraße → Spieringhorster Straße
- 1963:
  - Burgfeld → Gustav-Radbruch-Platz
- 2019:
  - Hindenburgplatz → Republikplatz[11]

## Kulturdenkmale
- Liste der Kulturdenkmale in Lübeck-St. Gertrud